# West-Terschelling
West-Terschelling (Fries: West-Skylge) is met 2.565 inwoners het grootste dorp op het Friese waddeneiland Terschelling.
De bewoners van Terschelling noemen het dorp kortweg: West. Het dorp heeft een oude kern, door de bewoners Oud-West genoemd, waaromheen een groot aantal nieuwe wijken is gebouwd. In West-Terschelling ligt de haven van Terschelling aan een natuurlijke baai. Terschelling heeft een kleine eigen vissersvloot. Er wordt beroepsmatig uitsluitend op garnalen gevist. De bevolking van West-Terschelling is vanouds sterk op de zee georiënteerd. Toch waren er tot ver in de vorige eeuw ook enkele veehouders. Het toerisme vormt de voornaamste bron van inkomsten.

## Geschiedenis
Het dorp is in de twaalfde eeuw ontstaan op een zandplaat die een eeuw eerder met de rest van het eiland verheelde. De naam van het dorp (en van het hele eiland Terschelling) schijnt te zijn afgeleid van de naam die de zandplaat droeg, namelijk De Schelling. In de loop der jaren is de naam van het dorp geleidelijk veranderd. Achtereenvolgens zijn de namen Westeinde, West-Schelling, Westerschelling, West ter Schelling en West-Terschelling bekend. Ook is het dorp vroeger vernoemd geweest naar Sint Brandarius, de heilige van de branden. Bekend zijn namen als Sint Brandariusparochie en Sint-Brandariuskerke.
Nog in de zeventiende eeuw werd het dorp wel kortweg Brandaris genoemd, een naam die later gereserveerd werd voor de vuurtoren van het dorp.
In 1666 is West-Terschelling, een rustoord voor zeelieden, tijdens de Tweede Engelse Oorlog, door een inval van de Engelse vloot vrijwel volledig platgebrand. Slechts dertig gebouwen bleven gespaard, waaronder de Brandaris en de Sint-Janskerk. De aanvoerder van de Engelse vloot, Robert Holmes, vermeldde "a town called Brandaris" verbrand te hebben.
West-Terschelling heeft jarenlang te lijden gehad van ernstige kusterosie. Door het verplaatsen van een slenk in noordelijke richting verdween tussen 1600 en 1800 een aanzienlijk deel van het duingebied ten oosten van het dorp in zee, en is ook bijna de helft van het dorp bezweken. Uiteindelijk is tussen 1780 en 1840 een stelsel van dammen aangelegd om de erosie te beteugelen.

## Buurtschappen
De buurtschappen Dellewal en Halfweg ten oosten van het dorp behoren tot het dorpsgebied van West-Terschelling. Bij Dellewal lag vroeger het dorpje Wolmerum. Dit dorpje is als gevolg van kusterosie in zee verdwenen.

## Bezienswaardigheden

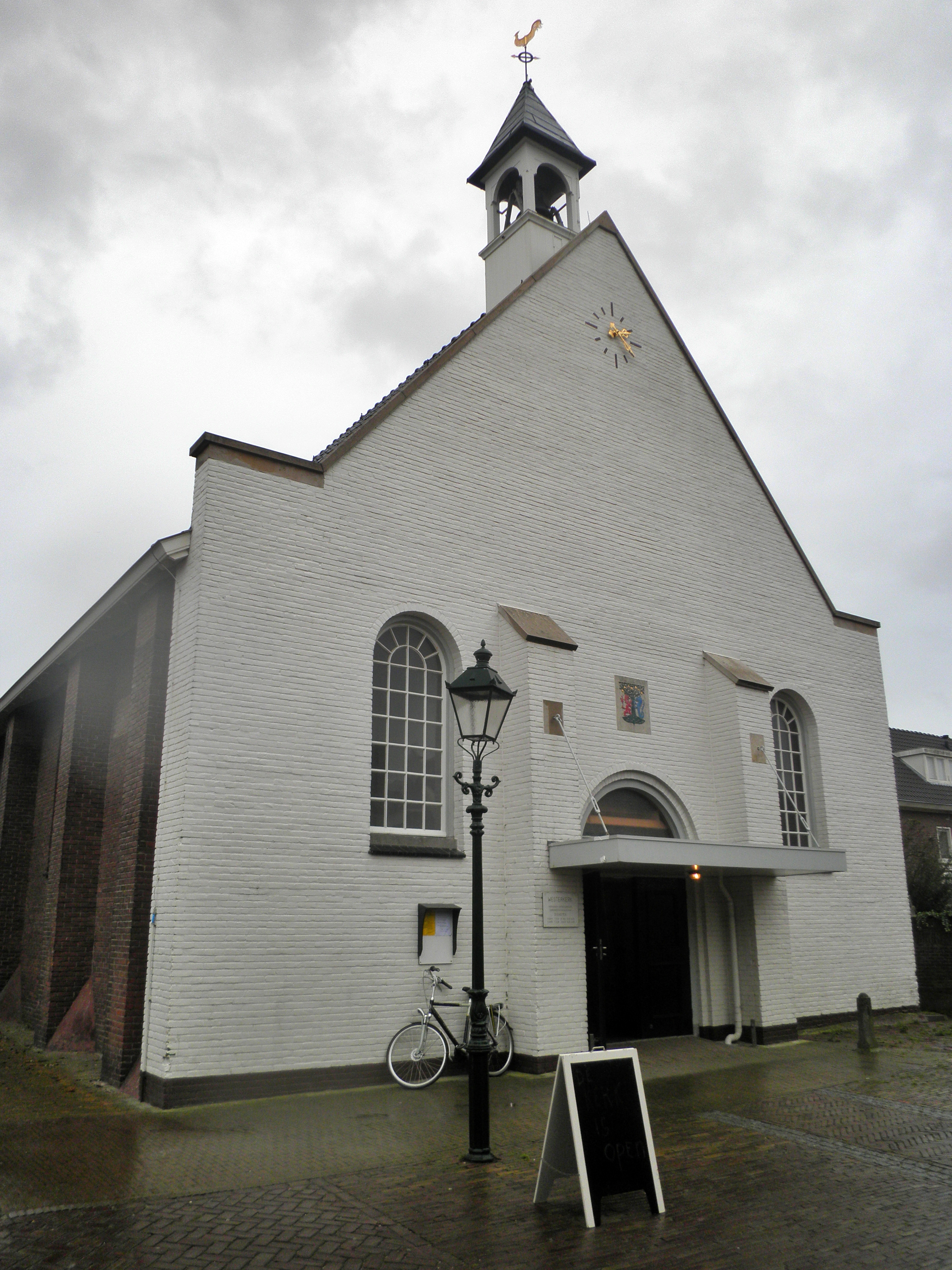
Westerkerk
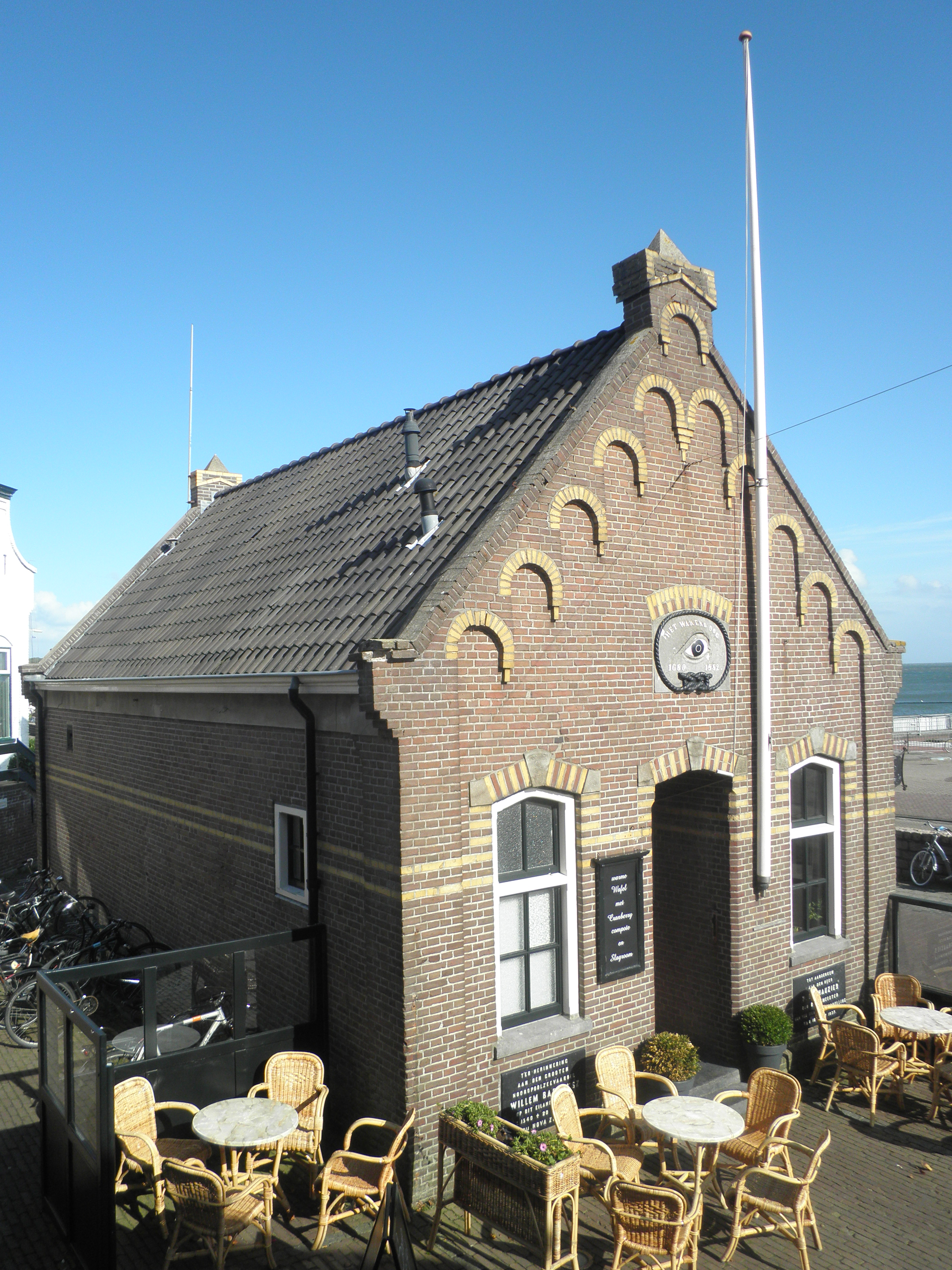
Het Wakend Oog

De voornaamste winkelstraten in West-Terschelling zijn de Torenstraat en de Boomstraat. Hier zijn talloze winkels, restaurants, eethuisjes en enkele hotels gevestigd. Het voormalige gemeentehuis in de Torenstraat (gebouwd in 1954 en is gebouwd in de stijl van de Delftse school). Tot 2008 was dit gebouw in gebruik als bibliotheek (nadien verplaatst naar dorp Midsland), tegenwoordig is het een grand-café. Aan de westzijde van het dorp liggen de duinen Kaapsduin (hoogste punt van Terschelling) en Seinpaalduin.

## Musea
- Museum 't Behouden Huys
- Centrum voor Natuur en Landschap
- Bunker Museum Terschelling

## Onderwijs
- Obs. Prinses Margrietschool
- Chr. Basisschool Vossersschool
- Maritiem Instituut Willem Barentsz, nautisch en technisch instituut en Hogere Zeevaartschool. Deze school is opgericht op 1 januari 1875.

## Voorzieningen
- Zwembad de Dôbe
- Zorgcentrum De Stilen

## Geboren
- Jan Roos (1916-2002), schaatser
- Ton Schroor (1970), politicus
- Joris Voest (1995), voetballer